# Bogda Shan

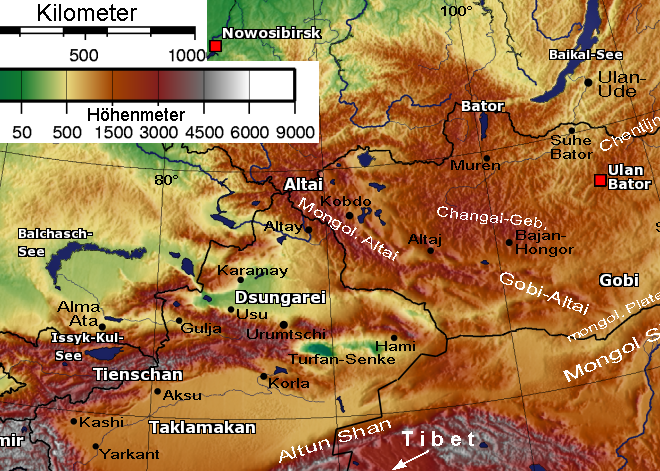
Mapa de la región: los montes Bogda no aparecen pero están en la parte central, al norte de Turfán.

Las montañas Bogda  o cordillera Bogda, o simplemente Bogda Shan (un caso claro de tautopónimo, ya que «Shan», en chino, significa, montañas) (en mongol: Bogd Uul, en chino tradicional, 博格達山; en chino simplificado, 博格达山; pinyin, Bógédá shãn) es una cordillera china de la parte oriental de las montañas Tian Shan situada en región autónoma uigur de Sinkiang, a unos 60 km al este de la ciudad de Ürümqi.  La elevación más alta es el pico Bogda Feng, de 5.445 m.
Las montañas Bogda Shan se extienden de oeste a este una distancia de unos 300 km, separando la depresión de Turfán (sur) de Zungaria (norte). Administrativamente, la cordillera forma la frontera entre el distrito Dabancheng, hacia el sur, y la ciudad de Fukang y el condado de Jimsar, al norte. En las tres unidades, la agricultura de regadío se basa en el agua que fluye de los ríos y arroyos que comienzan en las Shan Bogda.
La cordillera tiene laderas empinadas y en sus cimas  se encuentran   glaciares y nieves eternas.  En el cinturón medio crecen bosques de coníferas, arbustos y prados alpinos.  En la parte baja hay desiertos y paisajes esteparios.  En la vertiente noroeste del pico Bogda Ula está el lago Tyanchi, un lago de alta montaña  llamado «la perla del Tien Shan».